# 玉川宮
玉川宮（たまがわのみや）は、日本の皇室における宮家の一つ。室町時代に存在した。

## 概要
旧南朝系の世襲宮家の一つ。一般には、長慶天皇の皇子（諱不詳）を家祖とすると考えられている。南北朝合一後、皇位回復を目指して反幕姿勢を崩さなかった小倉宮家とは対照的に、概して幕府体制に順応的な態度を取っていたが、史料が少ないために系譜に関してはあいまいな点が多い。玉河宮とも。
宮号は、長慶天皇が晩年を過ごしたとの伝説がある紀伊国伊都郡玉川（和歌山県九度山町）に由来するとされるが、この玉川の地と宮家との直接的な関わりは明らかでない。

## 系図
|  |  |  |  |  |  |  |  |  |  |  |  |                   |                |                |                |                |                |  |  |                         |                         |                         |                         |                         |                         |  |  |  |  |  |  |  |  |  |  |  |  |  |  |  |  |
|  |  |  |  |  |  |  |  |  |  |  |  | 98代天皇 長慶天皇 |                |                |                |                |                |  |  |                         |                         |                         |                         |                         |                         |  |  |  |  |  |  |  |  |  |  |  |  |  |  |  |  |
|  |  |  |  |  |  |  |  |  |  |  |  |                   |                |                |                |                |                |  |  |                         |                         |                         |                         |                         |                         |  |  |  |  |  |  |  |  |  |  |  |  |  |  |  |  |
|  |  |  |  |  |  |  |  |  |  |  |  | 初代玉川宮 某王   |                |                |                |                |                |  |  |                         |                         |                         |                         |                         |                         |  |  |  |  |  |  |  |  |  |  |  |  |  |  |  |  |
|  |  |  |  |  |  |  |  |  |  |  |  |                   |                |                |                |                |                |  |  |                         |                         |                         |                         |                         |                         |  |  |  |  |  |  |  |  |  |  |  |  |  |  |  |  |
|  |  |  |  |  |  |  |  |  |  |  |  |                   |                |                |                |                |                |  |  |                         |                         |                         |                         |                         |                         |  |  |  |  |  |  |  |  |  |  |  |  |  |  |  |  |
|  |  |  |  |  |  |  |  |  |  |  |  | 2代玉川宮 某王    | 2代玉川宮 某王 | 2代玉川宮 某王 | 2代玉川宮 某王 | 2代玉川宮 某王 | 2代玉川宮 某王 |  |  | 東御方 （足利義教側室） | 東御方 （足利義教側室） | 東御方 （足利義教側室） | 東御方 （足利義教側室） | 東御方 （足利義教側室） | 東御方 （足利義教側室） |  |  |  |  |  |  |  |  |  |  |  |  |  |  |  |  |
|  |  |  |  |  |  |  |  |  |  |  |  | 2代玉川宮 某王    | 2代玉川宮 某王 | 2代玉川宮 某王 | 2代玉川宮 某王 | 2代玉川宮 某王 | 2代玉川宮 某王 |  |  | 東御方 （足利義教側室） | 東御方 （足利義教側室） | 東御方 （足利義教側室） | 東御方 （足利義教側室） | 東御方 （足利義教側室） | 東御方 （足利義教側室） |  |  |  |  |  |  |  |  |  |  |  |  |  |  |  |  |
|  |  |  |  |  |  |  |  |  |  |  |  |                   |                |                |                |                |                |  |  |                         |                         |                         |                         |                         |                         |  |  |  |  |  |  |  |  |  |  |  |  |  |  |  |  |
|  |  |  |  |  |  |  |  |  |  |  |  | 梵勝              | 梵勝           | 梵勝           | 梵勝           | 梵勝           | 梵勝           |  |  | 梵仲                    | 梵仲                    | 梵仲                    | 梵仲                    | 梵仲                    | 梵仲                    |  |  |  |  |  |  |  |  |  |  |  |  |  |  |  |  |

梵勝・梵仲は一般に玉川宮の孫とされることが多いが、その父は不明である。ただし、以下の概略で述べる玉川宮の動向が一代によるものか、あるいは二代に亘るものかについては、識別する術が全くないので、もし後者であれば、2代玉川宮なる人物を梵勝・梵仲の父に想定することもできない訳ではない。

## 概略
応永21年（1414年）4月の足利義満七回忌に護聖院宮とともに供物を献じたとあるのが初見である。正長元年（1428年）10月宮家の料所と思われる田中荘・深瀬郷をめぐる訴訟に関して、担当奉行飯尾肥前守へ督促を依頼しており、永享3年（1431年）12月娘（後の東御方）が17歳で将軍足利義教のもとへ参候し、その侍女となっている。永享5年（1433年）11月には護聖院宮使者阿野実治にことづけて、前月に死去した後小松上皇の弔問をした。また、和歌を嗜んでいたようで、永享5年（1433年）9月後小松上皇・後花園天皇・伏見宮貞成親王・常盤井宮直明王らと百首歌に詠進し、永享6年（1434年）4月その端作（表題）の記し方について、貞成親王とともに飛鳥井雅世を通じて中山定親に尋ねている。同年5月には天皇から御百首一巻を賜わり、10月には伏見宮・常盤井宮らとともに11月の玉津島神社の法楽への詠進を命じられた。
以上の動向から察するに、玉川宮は幕府体制に順応して、公家社会にすっかり馴染んでいたものと思われる。しかし、永享6年（1434年）将軍義教によって南朝根絶の方針が打ち出され、これに則って、小倉宮・護聖院宮の皇族がともに僧籍に入っていることを考えると、玉川宮にも何らかの影響が及んだことは想像に難くない。当時、鎌倉公方の反幕行為や大和永享の乱などの騒乱が頻発していたため、反乱軍のシンボルとなる南朝皇胤の存在を幕府が危惧するのは自明の理であった。
以降は史料が乏しく、永享9年（1437年）7月義教と対立していた大覚寺義昭が逐電した際、玉川宮・護聖院宮の候人もこれに同行したとされ、その数日後に彼らを追って逐電した「南方宮」とは玉川宮のことを指している可能性がある。なお、同年11月義教の側室となっていた東御方が密通のために流罪に処せられたというのも、時期的に南朝皇胤に対する圧力があったことをうかがわせる。嘉吉3年（1443年）玉川宮は既に因幡に遷っていたというが、事情は不明で、その後の消息も知られていない。
子孫には、「玉川宮御末孫」という梵勝（梵卲）・梵仲の兄弟が知られる。ともに生年は不詳であるが、将軍義教の猶子としてそれぞれ5歳・4歳の時に相国寺の喝食となり、衣装費には将軍より毎年2000疋が各人に支給されたという（『蔭凉軒日録』文明19年7月24日条）。梵勝は後に同寺慶雲院主となるも、享徳4年（1455年）2月28日兄弟ともに逐電して行方不明になった。芝葛盛や村田正志は、長禄元年（1457年）の長禄の変で殺害された北山宮・河野宮がこの兄弟に当たると考えている。
なお、村田によれば、龍泉寺に伝わったと推定される後醍醐天皇木像があり、その厨子に貼り付けられた宝徳3年（1451年）の年紀を持つ奥書には、像の作者を「長慶院乃三世之宮」と記してあったという。これが梵勝・梵仲の兄弟に当たるのかは定かでないが、少なくとも長慶天皇に曾孫がいたことだけは確かであろう。